# 北洋保商银行
北洋保商银行是清朝及中华民国时期的一家银行。

## 简介
北洋保商银行创办于1910年，原是为了清理天津商人积欠洋商款项，维持天津华洋商务而设，所以名为“保商”。1919年，该银行设立时的全部目标均实现。1920年，该银行改组为普通商业银行，在西交民巷重建了新楼。1937年七七事变后停业。

## 建筑
位于今北京市西城区西交民巷17号的北洋保商银行大楼，地上三层，立面采用花岗石作希腊柱廊，檐口突出。
1938年2月，日本控制下的中华民国临时政府在该楼设立了中国联合准备银行。曾在华北地区流通的货币“准备票”便由该银行发行。1949年北平和平解放后，中国人民银行从石家庄迁到北平，行长和综合处室在大清户部银行旧址办公，各专业部门则在北洋保商银行旧址办公。1979年中国银行自中国人民银行分立，总部设在西交民巷17号。此楼现为中国钱币博物馆。
1995年，该建筑以“保商银行旧址”之名列入北京市文物保护单位。2013年，该建筑作为“保商银行旧址”，和大陆银行旧址、中央银行旧址、中国农工银行旧址、户部银行旧址合称“西交民巷近代银行建筑群”，列为第七批全国重点文物保护单位。